# Igor Babailov
Igor Babailov (en ruso: Игорь Валерьевич Бабайлов, Ígor Valérievich Babáilov; nacido el 9 de febrero de 1965) es un pintor ruso naturalizado estadounidense, conocido por su encargo de retratos para líderes globales, celebridades y personas distingidas. Algunos de sus retratos notables se pueden mencionar entre otros: Papa Benedicto XVI (Vaticano), Presidente de Rusia Vladímir Putin (Kremlin), Nueva York Estatal Appellate División Justice Joseph P. Sullivan (División de Apelación del Palacio de Justicia del Estado de Nueva York), el exalcalde de Nueva York Rudolph Giuliani (Giuliani Partners) , Primer ministro canadiense Brian Mulroney (Cámara de los Comunes), pianista Byron Janis
(Steinway Hall),  el ganador del premio Templeton Michael Novak del American Enterprise Institute, y otras obras de figuras prominentes para colecciones públicas y privadas. Además sus retratos, Babailov es también conocido por sus pinturas de retratos colectivos de gran tamaño, como su obra “Por el Oro, Dios y la Gloria” (en inglés For Gold, God and Glory) y “Creer” (en inglés Believe)  pintado para el Vaticano en la ocasión de la Jornada Mundial de la Juventud.

## Formación y trayectoria
Babailov empezó su educación formal de arte a partir de los nueve años de edad. Reciba su grado de Maestría del grado en bellas artes en el Instituto Surikov de Bellas Artes de La Escuela de pintura de Moscú aclamado por sus profesores y alumnos: Valentín Serov, Konstantín Korovin y Abram Arkhipov entre otros.
Estudioso y defensor de los valores tradicionales en las artes visuales, Las enseñanzas del maestro Babailov destacan la importancia de dibujar del natural como base para una pintura fuerte. Babailov realiza talleres y demostraciones retrato en las escuelas de arte, sociedades de arte y clubes privados a través de América del Norte. Es un orador, representado por Agencia de Harry Walter.

## Obras destacadas

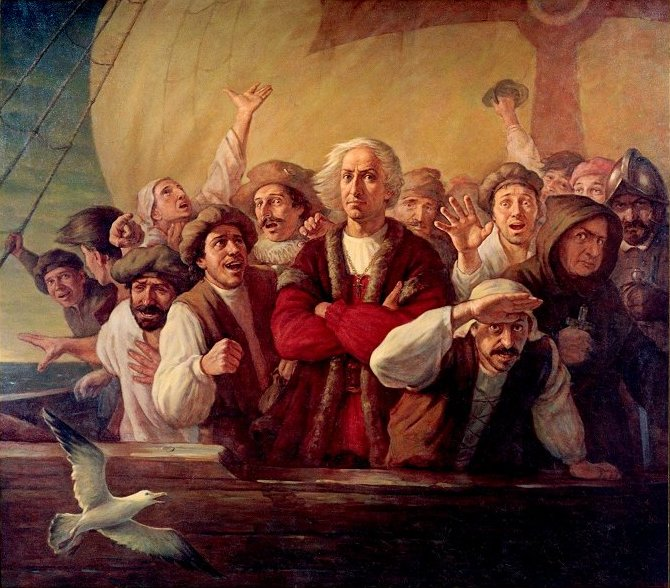
Mural Por el Oro, Dios y la Gloria (en inglés: For God, Gold and Glory), óleo sobre tela (70 x 79 pulgadas).

### Obras religiosas
- Creer, retrato del Papa Juan Pablo II, Palacio Apostólico de Castel Gandolfo[19]
- Retrato de su Santidad el Papa Benedicto XVI, colección de los Museos Vaticanos, parte de una exposición itinerante llamada Vatican Splendors.[20]
- Papa Francisco, colección de los Museos Vaticanos.[21]
- Patriarca Cirilo I de Moscú, colección del Patriarcado de Moscú.[22]
- Credo, retrato colectivo con Juan Pablo II y la Madre Teresa de Calcuta, Centro Cultural Papa Juan Pablo II.[23]
- Archimandrita Grigorie Uritescu, Rumania, Colección privada.

### Retratos de políticos
- Retrato de George W. Bush, Centro Presidencial George W. Bush.[24]
- Retrato de Vladímir Putin, colección del Kremlin, Moscú.[25]
- Retrato de Andrés de York, Royal Collection, Palacio de Buckingham, Londres. *[26]
- Retrato de Brian Mulroney, colección de la Cámara de los Comunes, Ottawa.[27]
- Retrato de Hillary Clinton, colección de la Biblioteca y Museo Presidencial de William J. Clinton.[28]